# Маркевич, Евгений Борисович
Евгений Борисович Маркевич (род. 26 января 1942, Краснокамск, Пермская область) — советский и российский океанолог, ветеран последнего Моссовета, учредитель Ассоциации по Сотрудничеству с Японией, Международного Фонда «АСЯ» и благотворительного альянса Ocean Research and Conservation Alliance (ORCA) в США и на Тенерифе, автор книги «Тайное Общество СССР».

## Школа, МГУ, «Витязь»
Своим рождением Евгений Маркевич обязан дельфинам, вынесшим на берег его мать во время шторма на Чёрном море. Из-за наступления немцев, он родился в голодной эвакуации на Урале. Детские годы после войны прошли в Краснодаре и Евпатории, где воспитанию Жени и младшего брата Вовы много времени посвятила их бабушка, Ефросинья Карповна Алифанова (Ася), соратница генерал-майора доктора М. С. Вовси, Героиня Красного Креста, сестра милосердия и капитан медицинской службы, спасшая тысячи жизней на фронтах четырёх войн. Её гуманизм и философия жизни оказали решающее влияние на мальчиков и их судьбу («Знамя Победы» 1947, «Евпаторийская Здравница» 2000). Общественная карьера Евгения началась после исключения из школы за взрыв самодельных бомб. Чтобы направить его энергию в мирное русло, педагоги школы № 3 Евпатории вместо исключения из комсомола и отправки в колонию организовали его избрание секретарём крупнейшей в городе комсомольской организации. В 1961 году он поступил на Физфак МГУ. Участвовал в исследованиях спирулины на кафедре биофизики у Л. А. Блюменфельда. Позже перешел на кафедру «физика моря». Диплом делал в 40-м рейсе легендарного научного судна «Витязь». Во время экспедиции студенты участвовали в эксперименте по выживанию космонавтов в экстремальных условиях, пять суток дрейфуя на спасательной шлюпке в Индийском океане. Были получены важные результаты, участников наградили медалями с изображениями Собаки Павлова и надписью «За службу науке!». По словам Евгения Маркевича:

"Те ночи и дни (особенно, когда их потеряли, и всё стало всерьёз) оказались важнейшим событием жизни. Ночью, в качавшейся на груди Океана шлюпке он чувствовал, что «Океан живой! <…> И снова открылась главная Истина, что я — часть всего этого, Абсолютного и Совершенного Я!»

В том же 1967-м Евгений получил свои первые уроки йоги в Индии и на Цейлоне. В январе 2017 отмечает 50 лет своего «официального» посвящения в эту науку и искусство жизни.

## ЭКСПО-70 и «Кёкуё-Мару»
Ещё в МГУ, под влиянием С. Э. Шноля, Евгений, найдя старинный словарь и учебник С. Ф. Зарубина, стал изучать японский язык. После Университета его направили на работу в Государственный Океанографический институт. Мир готовился к ЭКСПО-70 в Осаке. В Институте Восточных Языков МГУ (ныне — Институт стран Азии и Африки,) создали вечерний факультет для подготовки стендистов на эту выставку. Евгению повезло: полгода перед ЭКСПО-70 с ним индивидуально занимался Леон Абрамович Стрижак, переводчик Косыгина и зав. кафедрой японского языка. Как вспоминает Евгений Маркевич, «с невероятными, как всегда, приключениями», его всё-таки послали в Японию со стендом «Освоение Арктики и Антарктики». Павильон СССР посетил император Хирохито, лично вручивший Евгению медаль «за отличную работу» на ЭКСПО-70. На выставке Евгений встретился с космонавтом Алексеем Леоновым и дебютировал как преподаватель йоги, параллельно продолжая учиться у всех, кто встречался в его жизни.
В 1973-74 гг. Е. Маркевич работал в Антарктике международным наблюдателем МКК (Международная китобойная комиссия) на японской флотилии «Кёкуё-Мару». Там он впервые безуспешно пытался спасать китов, что потом помогло ему стать чемпионом Гринписа и создать ORCA. На китобазе с 500 японцами успешнее оказались его занятия йогой с капитан-директором Рикуноске и другими желающими. Позже он продолжил преподавать йогу в Москве.

## Академия Наук
В ИМЭМО АН СССР у Н. Н. Иноземцева, А. Н. Яковлева и Е. М. Примакова в Отделе международных проблем Мирового океана Маркевич защитил диссертацию по освоению океана в Японии (науч. оп. академик Милейковский) и готовил материалы для советской делегации на Конференции ООН по морскому праву и Закон о 200-мильной экономической зоне СССР. Опубликовал десятки научных статей, был участником и редактором нескольких академических книг по проблемам Мирового Океана. По приглашению академика Б. Е. Патона докладывал Президиуму АН УССР о возможностях аквакультуры. После возмутительных для тех лет инициатив по мирному договору с Японии и новому подходу в отношениях с ней на промысле лососёвых, был вызван на Старую площадь (ЦК КПСС), где курировавший советско-японские отношения востоковед А.И. Сенаторов, одобрив эти инициативы, подал идею создания под крылом Академии некой структуры, где их можно будет развивать без оглядки на устаревшие ведомственные позиции.

## Клуб и Музей советско-японской дружбы
В 1980 году Евгений Маркевич впервые в стране начал «масштабно» преподавать японский язык детям и делиться этим опытом на международных симпозиумах и конференциях («Востоковеды России», М.: Восточная литература, 2008). Затем создал в Севастопольском районе Москвы молодежный клуб «Сакура». В нём участвовали школьники, студенты, рабочие, молодые специалисты, сотрудники учреждений и предприятий столицы. Они изучали японский язык, приобретали знания по истории, культуре, экономике и общественной жизни Японии. Но самым главным и общим делом для всех являлось создание «Музея советско-японской дружбы имени профессора Константина Михайловича Попова», любимого учителя советского востоковедения Евгения Маркевича. В фондах и экспозициях музея насчитывались сотни экспонатов, в том числе уникальных. Позже в соседнем здании разместился кооператив «АСЯ» по обучению языков и оздоровительных систем Индии, Японии и Китая.

## «АСЯ»
Ассоциация по Сотрудничеству с Японией создана Евгением Маркевичем в июле 1988 года. Её членами стали более 100 государственных, общественных и кооперативных организаций со всей страны. В 1990 году, при поддержке В. Л. Малькевича, В. И. Ильичёва, Ассоциация получила признание Совета Министров СССР. Члены Ассоциации имели широкий спектр интересов для сотрудничества с Японией, и «АСЯ» успешно им помогала коммерческой информацией, контактами, консультациями и т. д. Больше всего члены ассоциации ценили её эффективную помощь в выходе на зарубежный рынок, подборе партнёров в Японии, организации выставок и обмене делегациями. А главное — в защите интересов своих предприятий.

## Кооперация и первые свободные выборы
В 1989 году Евгений Маркевич был избран председателем Союза Кооператоров Севастопольского района и с помощью «АСЯ» провёл учредительный съезд Московского Союза Кооперативов (МСК), став членом его Правления и директором. В 1990 году как беспартийный кандидат он участвовал в выборах в Московский городской и Севастопольский районный Советы народных депутатов. В стране была возможность на равных соревноваться с конкурентами из властеимущих кругов, таких как КПСС. Евгений Маркевич победил в 4 турах. На втором туре выборов Евгения Маркевича поддержало движение «Демократическая Россия» в лице Гавриила Попова, Николая Травкина, Сергея Станкевича и Бориса Ельцина. В Моссовете его избрали Председателем подкомиссии по внешнеэкономической деятельности. По делам МСК, Моссовета и «АСЯ» он общался с Юрием Лужковым и Сергеем Станкевичем. Встречался с Михаилом Горбачёвым, Борисом Ельциным, Владимиром Лукиным, депутатами нынешней Государственной Думы Николем Травкиным, Николаем Гончаром, и другими общественными деятелями той поры.
Осенью во время презентации «АСЯ» на бизнес-симпозиуме в Осаке, началась дружба Маркевича со знаменитым японским предпринимателем Эйкити Нисикава, положившая начало масштабному сотрудничеству Осаки и Москвы. Той же осенью, вместе с Юрием Соломатиным они возглавили делегацию Москвы в Афганистан, где, используя опыт «АСЯ», они разрешили кризис на переговорах, за что Президент Мохаммад Наджибулла лично наградил делегатов медалями «От благодарного Афганского Народа».

## «АСЯ Чарити Интернешнл» и Катюша Батистин-Севир-Маркевич
Международный Благотворительный Фонд «АСЯ Чарити Интернэшнл» родился, был представлен и одобрен в 1990 году в двух секциях Моссовета: в Комиссии по благотворительности и свободе совести (Валерий Борщёв) и в Комиссии по экономической политике и предпринимательству. Но зарегистрировать Фонд удалось раньше в Техасе, когда, после международной встречи в Кремле, мэр города Хьюстона Кэти Видмайер пригласила Гавриила Попова, Сергея Станкевича и Маркевича для обсуждения перспектив делового сотрудничества. Евгений Маркевич вспоминает:

«Фонд оказался как „ложка к обеду“ зимой, когда Горбачёв со слезами в голосе объявил, что к Москве приближается голод, и 3 года „АСЯ“ отправляла в Москву и Ленинград посылки с продовольствием и одеждой».

Огромную помощь в этом оказывала Катерин Батистин-Севир, ставшая уже Катюшей Батистин-Севир-Маркевич. Из интервью Евгения Маркевича в главной газете Техаса «Хьюстон Кроникл»:

«Глаз от неё оторвать я не мог с первой встречи. А через несколько дней на концерте классической музыки в даунтауне незаметно „подсматривая“ за нею, понял, что рядом со мной Существо, несомненно, Божественное!».

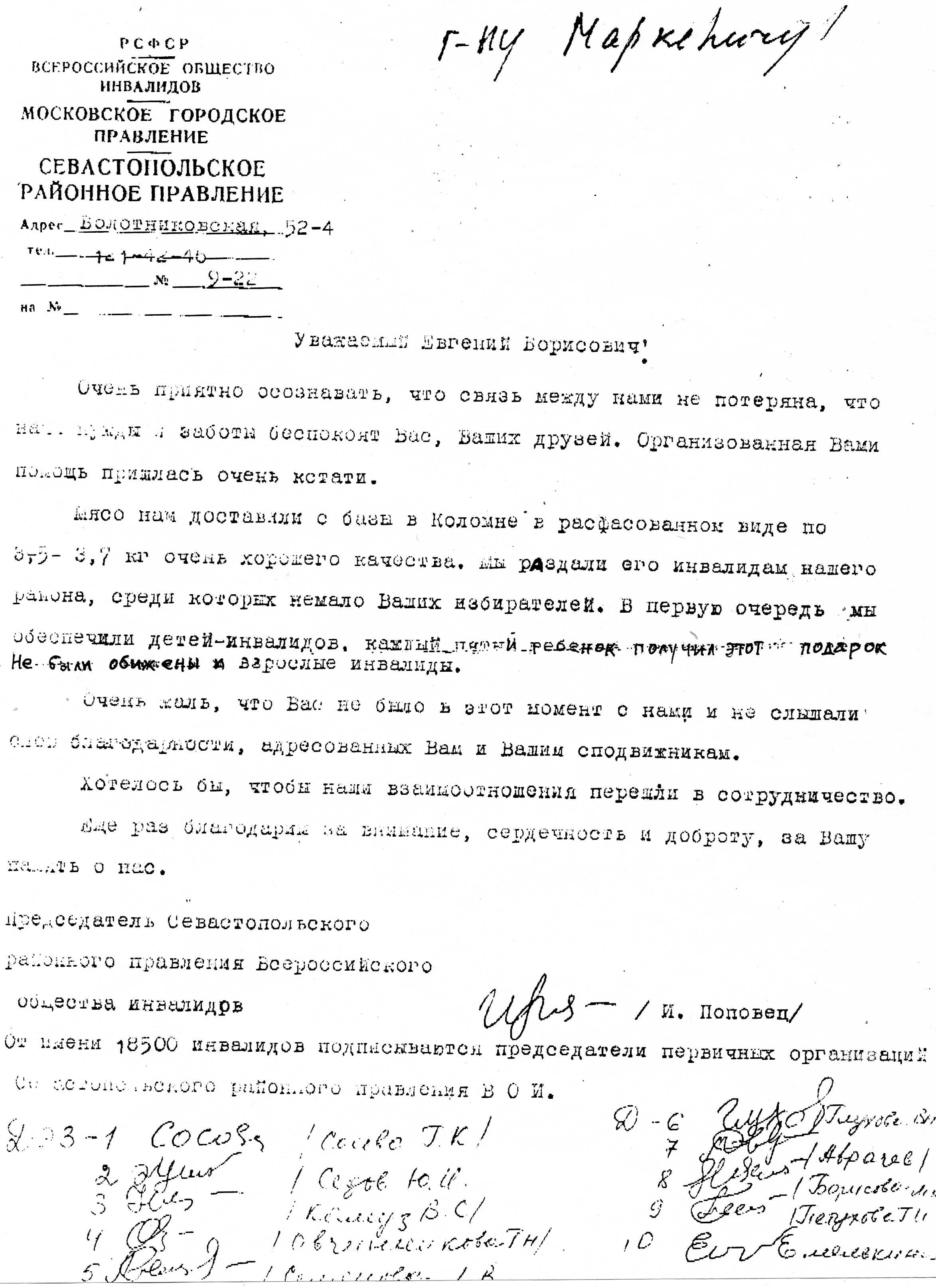

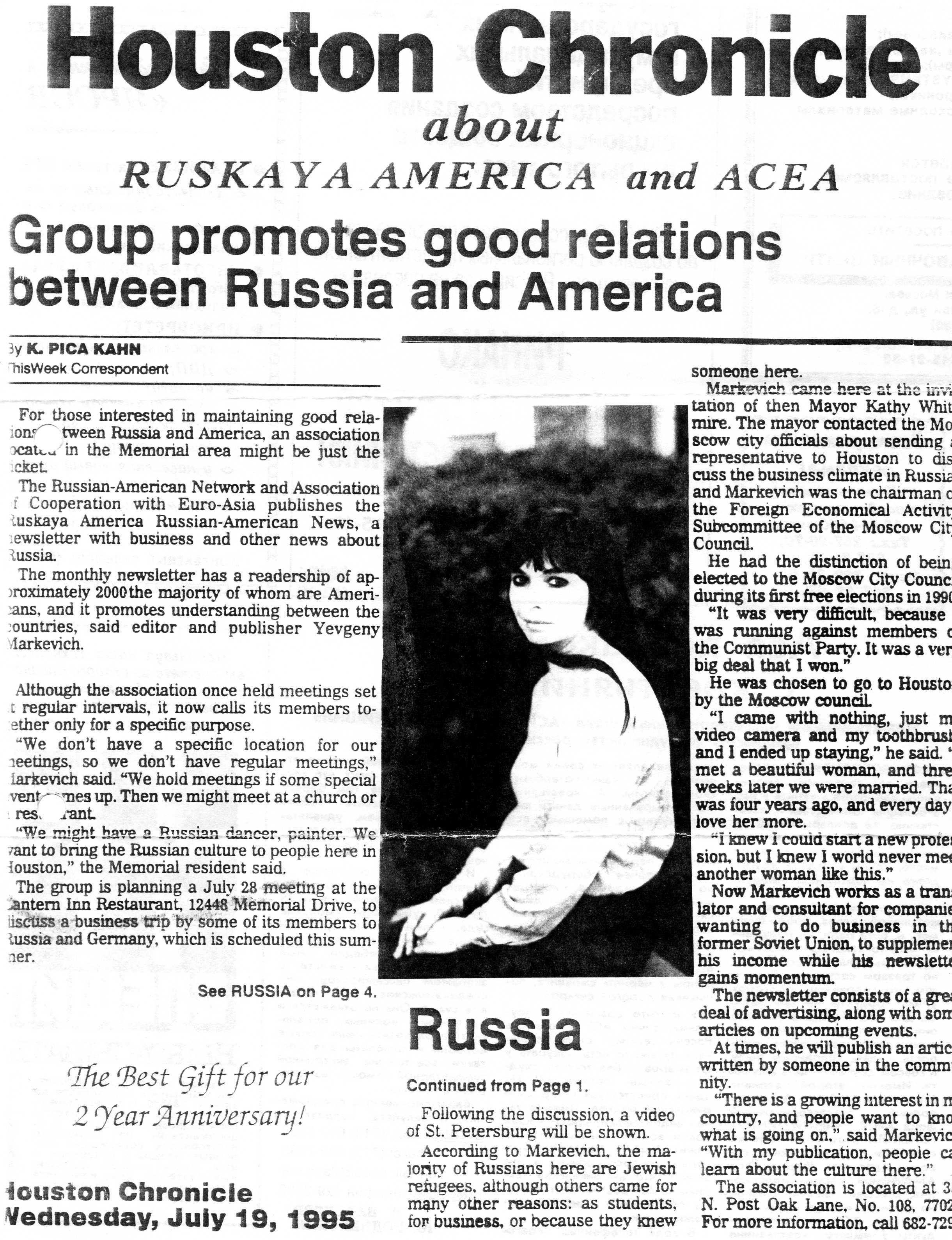

С помощью П.Н. Титова, одноклассника ученика Индры Дэви Юла Бриннера, Евгений создал русско-американский клуб «АСЯ» и начал издавать первую в Хьюстоне двуязычную газету «Русская Америка», которая 6 лет знакомила американцев с общественной жизнью и культурой России, отстаивая историческую правду и справедливость. Ему посчастливилось взять интервью у Дмитрия Покровского и петь вместе с его ансамблем на концертах в Хьюстоне. В 1996 году на презентации «Нефтегазовый потенциал Узбекистана» Маркевич оказал важную услугу Президенту Исламу Каримову, получил приглашение в Узбекистан и почетное звание «трабл-шутер».

## Гринпис и ORCA
В 1999 году Евгений с Катюшей переехали в Южную Калифорнию, где он стал чемпионом фандрайзинга для Гринписа. Клуб «АСЯ» помог бывшим соотечественникам в окрестностях Сан Диего встретить друг друга и подружиться на многие годы. Разочаровавшись в Гринписе, Маркевич с помощью «АСЯ», создал альянс «ORCA» (Ocean Research and Conservation Alliance) для защиты китов и дельфинов мирными способами. Сегодня ASYA ORCA продолжает эту работу на Тенерифе, привлекая к защите этих животных детей и взрослых. Альянс был особенно возмущён

«варварством, происходящем на Фарерских островах в Дании». «Разрабатываем стратегию эффективной борьбы с ним.»

## Индра Дэви, «Южная Ювента» и Эстафета Здоровья «Тенерифе-Россия»
Ещё в МГУ Евгений стал серьёзно изучать йогу, продолжив затем обучение в Индии, на Цейлоне, в Японии и в Америке. В 1967 году в Бомбее он впервые лично встретился со своей Гуру Индрой Дэви, став её учеником. На рубеже тысячелетий, в Гватемале и на Белизе, она благословила его распространять «сокровенные знания» ASYA YOGA в Америке и Евразии. Получив признание в Калифорнии, он исполнял завещание Гуру в 15 странах Европы и Азии, включая Индию, Крым и Абхазию, где уделял внимание, в первую очередь, детям. Сейчас штаб-квартира «АСЯ» находится на Тенерифе. Евгений Маркевич:

«Здесь тёплый океан, где можно весь год обучаться дыханию и увозить эти „секреты“ на Родину, участвуя в Эстафете Здоровья „Тенерифе-Россия“! А рядом киты и дельфины, которые помогают нам помнить, что каждый из нас — Божественная Душа и должен здесь на Земле нести мир, любовь и добро всем живым существам!»

## Отзывы и интервью
- «Асахи симбун» (Япония) 12.09.1990.
- «Ведомости» Поможем Президенту 28.10.2009.
- «Вечерний Талин» 17.07.1989.
- «Вечерняя Москва» 20.05.1986 и 01.08.1989.
- «Вокруг Света» № 11,1969.
- Всероссийское Общество Инвалидов 12.09.1992.
- «Голос Патриота» № 11, 1.04.1999.
- Гринпис (США) 02.03.2000 и 10.05.2000.
- «Досуг в Москве» 29.11.1986.
- «Знамя Победы» 07.03.1948.
- «Евпаторийская Здравница» сентябрь 1958 и 29.07.2000.
- «Инвесторс Проперти Мэнэджмент Гроуп» (Калифорния) 22.10.2003.
- «Комсомольская Правда» 25.2.1992.
- «Коннити-но Сорэмпо» (Япония) 15.8.1986 № 16.
- Московский городской Дворец пионеров и школьников 16.04.1981.
- «Московский комсомолец» 15.02.1990.
- «Нихон Кэйдзай» (Япония) 13.12.1990.
- «Ошеансайд Коммунити Ассошиэйшн» (Калифорния) 20.03.2003.
- Правительство Афганистана 10.1990.
- «Русская Америка» (Хьюстон, США) 1993—1998 гг.
- Русское телевидение (Нью-Йорк) 1996.
- «Слава Севастополя» 31.08.1988.
- «Советская Эстония» 16.07.1989.
- «Советский Сахалин» 1983.
- «Современная литература мира» Нью-Йорк № 54, май 2012.
- «Социалистическая индустрия» 05.1990.
- Узбекнефтегаз 14.08.1996.
- «Усио» (Токио) № 103, 11. 1972.
- «Форт Бэнд Сан» (Техас) 22.07.1993.
- «Хилтоп Хайляйтс» (Калифорния) март 2000.
- «Хьюстон Кроникэл» (Техас) 19.07.1995.
- «Хьюстон Пост» (Техас) 20.08.1991.

## Публикации
- Некоторые новые направления освоения ресурсов океана) // Экономические аспекты научно-технического прогресса в Японии. М., 1985. С. 218—241
- Научно-технический прогресс в освоении океана // Основные направления научно-технического прогресса в Японии. М., 1988. С. 164—207.